# Cassville (Wirginia Zachodnia)
Cassville – jednostka osadnicza w Stanach Zjednoczonych, w stanie Wirginia Zachodnia, w hrabstwie Monongalia.